# The Girl in the Spider's Web
The Girl in the Spider's Web is een misdaad-thriller uit 2018, geregisseerd door Fede Álvarez. Het is gebaseerd op het boek Wat ons niet zal doden uit 2015 van David Lagercrantz en een vervolg op de Millennium-trilogie van Stieg Larsson. De film fungeert als een vervolg op The Girl with the Dragon Tattoo uit 2011. De film ging op 24 oktober 2018 in première op het Internationaal filmfestival van Rome.

## Verhaal
Computerhacker Lisbeth Salander bestrijdt opnieuw onrecht tegen vrouwen, maar raakt samen met journalist Mikael Blomkvist steeds meer verstikt in een web van spionnen, cybercriminelen en corruptie binnen de overheid.

## Rolverdeling
| Acteur              | Personage            |
| ------------------- | -------------------- |
| Claire Foy          | Lisbeth Salander     |
| Sverrir Gudnason    | Mikael Blomkvist     |
| Sylvia Hoeks        | Camilla Salander     |
| Lakeith Stanfield   | Edwin Neeham         |
| Stephen Merchant    | Frans Balder         |
| Vicky Krieps        | Erika Berger         |
| Cameron Britton     | Plague               |
| Andreja Pejić       | Maria                |
| Synnøve Macody Lund | Gabriella Grane      |
| Mikael Persbrandt   | Alexander Zalachenko |

## Ontvangst
De film ontving op Rotten Tomatoes 48% goede reviews, gebaseerd op 75 beoordelingen en een metascore van 47/100 op Metacritic, gebaseerd op 26 critici.